# Der Dativ ist dem Genitiv sein Tod
Der Dativ ist dem Genitiv sein Tod (tiếng Đức: Tặng cách là cái chết của sở hữu cách) là một loạt sách của Bastian Sick bàn một cách hóm hỉnh về những trường hợp đáng ngờ vực về ngữ pháp, chính tả, và chấm câu, cũng như lối diễn đạt không hấp dẫn và vụng về của tiếng Đức. Từ đó, tác giả muốn chống lại sự thiếu suy nghĩ, và suy đồi mà ông giả thiết của ngôn ngữ này. Cuốn sách có nguồn gốc từ một bộ sưu tầm các cột báo Zwiebelfisch (Cá-hành) bởi Bastian Sick, xuất hiện hàng tuần trong tạp chí Spiegel Online. Hiện nay, quyển thứ hai và ba đã hiện hành. Những tập sách này thường đứng đầu các bản kê sách bán được.
Trong một vài bang của Đức, những bài viết từ những tập sách này đã và đang được chọn một cách chính thức làm tài liệu giảng dạy, sau việc sử dụng lời mở đầu của Sick ở Saarland vào tháng tám năm 2005.
Eats, Shoots & Leaves bởi Lynne Truss là một quyển sách nổi tiếng tương tự viết về chấm câu trong tiếng Anh. Ở Thụy Điển, một quyển sách tương tự khác, dựa trên sách của Lynne Truss, cũng đã xuất hiện, miêu tả những phương diện lạ kỳ của cách phát âm theo kiểu Thụy Điển.

## Tựa sách nguyên gốc
- Der Dativ ist dem Genitiv sein Tod – Ein Wegweiser durch den Irrgarten der deutschen Sprache. Kiepenheuer und Witsch, Köln 2004, ISBN 3-462-03448-0 (Hörbuch: ISBN 3-89813-400-8)
- Der Dativ ist dem Genitiv sein Tod, Folge 2 – Neues aus dem Irrgarten der deutschen Sprache. Kiepenheuer und Witsch, Köln 2005, ISBN 3-462-03606-8 (Hörbuch: ISBN 3-89813-445-8)
- Der Dativ ist dem Genitiv sein Tod. Folge 3. Noch mehr aus dem Irrgarten der deutschen Sprache. Kiepenheuer und Witsch, Köln tháng 11 năm 2006, ISBN 3-462-03742-0 (Hörbuch: ISBN 3-89813-566-7)